# Miconia plukenetii
Miconia plukenetii är en tvåhjärtbladig växtart som beskrevs av Charles Victor Naudin. Miconia plukenetii ingår i släktet Miconia och familjen Melastomataceae. Inga underarter finns listade i Catalogue of Life.